# Broomball
Il broomball (letteralmente "palla-scopa") è uno sport di squadra giocato su una superficie ghiacciata, dove due squadre composte da sei giocatori si affrontano in una partita composta da due tempi di venti minuti ciascuno, cercando di segnare un goal nella porta avversaria, utilizzando un attrezzo simile a una scopa per colpire la palla. A differenza della maggior parte degli sport sul ghiaccio, i giocatori non calzano pattini, ma delle speciali scarpe.
I giocatori oltre alla scopa sono dotati di parastinchi e altre protezioni idonee a ridurre i danni dalle inevitabili cadute sulla superficie dura del campo. In particolar modo le scarpe devono garantire una buona presa per gli scatti e le frenate. L'abilità dei giocatori sta soprattutto nel trovare l'equilibrio sul ghiaccio.

## Storia
La patria del broomball fu il Canada dove oggi conta ben 12 000 club ed è considerato sport nazionale. Si diffuse in seguito negli Stati Uniti, in Australia, in Giappone e anche nel Vecchio Continente, dove oggi è praticato Svizzera, in Scandinavia ed anche in Italia nelle regioni dove il clima lo permette nei mesi invernali ovvero Trentino-Alto Adige, dove ha sede il Comitato Italiano Broomball, il Veneto (Belluno ed Auronzo) e il Piemonte (Val Pellice).
La storia di questo sport vuole che alcuni canadesi, intenti a preparare un campo ghiacciato per il già diffuso hockey su ghiaccio, iniziarono a giocare fra loro con dei mezzi di fortuna, palla e scopa appunto, coinvolgendo anche alcune donne. Forse ispirato da antichi giochi indiani, come il lacrosse, nacquero le prime regole proprie che si diversificarono dall'hockey e divenne vera e propria disciplina a sé. Seguì di pari passo l'evoluzione degli attrezzi per il gioco.
Per poter colpire la palla con forza e precisione, essa venne modificata. Dapprima si iniziò con il tagliare la paglia e legarla assieme con dello spago. Poi si provò ad indurire la superficie di attrito immergendo le scope nell'acqua e lasciandole gelare, per migliorare la precisione del tiro. Il mercato odierno offre specifiche cosiddette "scope" in fibra di carbonio e titanio, che non hanno più nulla in comune con le scope originarie. 
Oggi, come alla sua nascita, emerge in questo sport chi riesce a vincere la scivolosità del ghiaccio mantenendosi saldamente in equilibrio. Seppur senza pattini i buoni giocatori riescono a scivolare sulla superficie senza cadere.

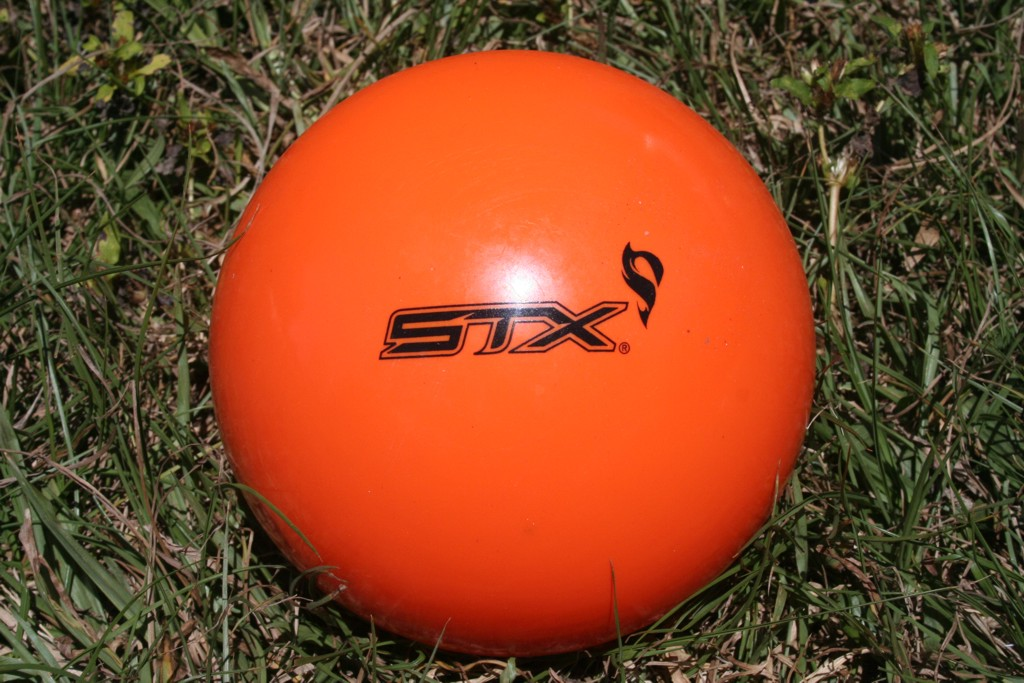
Palla usata nel Broomball

### In Italia
In Italia hanno avuto luogo campionati maschili (Golden e Silver League) e femminili (Golden League), con inizio a novembre e fine a marzo. Tra le altre, vi presero parte formazioni di Bolzano, Merano, Brunico, Belluno, Auronzo di Cadore, della Val di Sole, di Nova Levante, ecc...
Sabato 6 novembre 2010, all'OlympiaWorld di Innsbruck, la nazionale italiana femminile di broomball si è laureata campione del mondo battendo 1-0 in finale le canadesi dell'Odessa Storm.